# Fager uddmossa
Fager uddmossa (Cinclidium latifolium) är en bladmossart som beskrevs av Lindberg 1877. Enligt Catalogue of Life ingår Fager uddmossa i släktet uddmossor och familjen Mniaceae, men enligt Dyntaxa är tillhörigheten istället släktet uddmossor och familjen Cinclidiaceae. Arten har ej påträffats i Sverige. Inga underarter finns listade i Catalogue of Life.